# Odlum Brown Vancouver Open
Odlum Brown Vancouver Open — профессиональный теннисный турнир, проводимый в августе в Ванкувере (Канада) на хардовых кортах местного комплекса Hollyburn Country Club. С 2005 года мужской турнир относится к серии ATP Challenger с призовым фондом 100 тысяч долларов и турнирной сеткой, рассчитанной на 32 участника в одиночном разряде и 16 пары; а женский — к женской серии ITF с призовым фондом в 100 тысяч долларов и турнирной сеткой, рассчитанной на 32 участницы в одиночном разряде и 16 пар.

## Общая информация
Турнир профессиональной серии проходит в Ванкувере с 2001 года; до 2005 года лучших в рамках соревнования выявляли только женщины, а с 2005 года параллельно был создан и мужской приз. Титульным спонсором чемпионата является инвестиционная компания «Odlum Brown». В дебютный год призовой фонд составил 10 тысяч долларов, а ныне эта сумма выросла до 200 тысяч.
Поддержка USTA и удачное расположение приза в календаре североамериканских соревнований — во время летней серии, подготовительной к US Open — позволяет турниру из года в год собирать очень сильный, по меркам соревнований с таким призовым фрндом, состав. В 2004 году, при поддержке властей провинции и национальной теннисной ассоциации, турнир в первый и, пока, последний раз получил статус этапа элитного женского тура — тура WTA — в статусе соревнования 5-й категории. Тот приз запомнился победой одной из самых юных, в истории соревнований подобного уровня, спортсменки: одиночный титул достался 15-летней чешке Николь Вайдишовой.
Среди победителей соревнования есть несколько теннисистов, в разные годы входивших в число лидеров рейтинга ATP и WTA, а также игравших на поздних стадиях турниров Большого шлема: в мужском одиночном разряде таковым является Маркос Багдатис, в женском одиночном — Мария Шарапова, в мужском парном — Эрик Буторак, Энди Рам и Йонатан Эрлих.
У ванкуверского турнира немало постоянных участников и ряд из них является многократными чемпионами соревнования: в мужском одиночном турнире четыре титула на счету израильтянина Дуди Селы, в женском одиночном разряде дважды лучшей становилась американка Энсли Каргилл и британка Йоханна Конта, в мужском парном турнире три титула на счету американца Трэвиса Перротта и филиппинца Трета Конрада Хьюи, в женском парном разряде по два титула на счету американок Аманды Огастас, Марии Санчес и канадки Ренаты Колбович

## Финалы прошлых лет

### Одиночный разряд
| Год  | Чемпион             | Финалист          | Счёт        |
| ---- | ------------------- | ----------------- | ----------- |
| 2015 | Дуди Села (4)       | Джон-Патрик Смит  | 6-4 7-5     |
| 2014 | Маркос Багдатис (2) | Фаррух Дустов     | 7-6(6) 6-3  |
| 2013 | Вашек Поспишил      | Даниэль Эванс     | 6-0 1-6 7-5 |
| 2012 | Игорь Сейслинг      | Сергей Бубка      | 6-1 7-5     |
| 2011 | Джеймс Уорд         | Робби Джинепри    | 7-5 6-4     |
| 2010 | Дуди Села (3)       | Ричардас Беранкис | 7-5 6-2     |
| 2009 | Маркос Багдатис     | Ксавье Малисс     | 6-4 6-4     |
| 2008 | Дуди Села (2)       | Кевин Ким         | 6-3 6-0     |
| 2007 | Фредерик Нимейер    | Сэм Куэрри        | 4-6 6-4 6-3 |
| 2006 | Рик де Вуст         | Амер Делич        | 7-6(4) 6-2  |
| 2005 | Дуди Села           | Пол Бакканелло    | 6-2 6-3     |

| Год  | Чемпионка            | Финалистка           | Счёт           |
| ---- | -------------------- | -------------------- | -------------- |
| 2015 | Йоханна Конта (2)    | Кирстен Флипкенс     | 6-2 6-4        |
| 2014 | Ярмила Гайдошова     | Леся Цуренко         | 3-6 6-2 7-6(3) |
| 2013 | Йоханна Конта        | Шэрон Фичмен         | 6-4 6-2        |
| 2012 | Мэллори Бердетт      | Джессика Пегула      | 6-3 6-0        |
| 2011 | Александра Возняк    | Джейми Хэмптон       | 6-3 6-1        |
| 2010 | Елена Докич          | Виржини Раззано      | 6-1 6-4        |
| 2009 | Стефани Дюбуа        | Саня Мирза           | 1-6 6-4 6-4    |
| 2008 | Урсула Радваньская   | Жюли Куэн            | 2-6 6-3 7-5    |
| 2007 | Энн Кеотавонг        | Стефани Дюбуа        | 7-5 6-1        |
| 2006 | Энсли Каргилл (2)    | Валери Тетро         | 7-5 6-4        |
| 2005 | Энсли Каргилл        | Мелани Глория        | 6-4 6-2        |
| 2004 | Николь Вайдишова     | Лора Гренвилл        | 2-6 6-4 6-2    |
| 2003 | Анна-Лена Грёнефельд | Вилль-Мари Кастельви | 6-2 6-4        |
| 2002 | Мария Шарапова       | Лора Гренвилл        | 0-6 6-3 6-1    |
| 2001 | Михо Саэки           | Сара Тэйлор          | 6-4 6-1        |

### Парный разряд
| Год  | Чемпионы                                | Финалисты                       | Счёт                 |
| ---- | --------------------------------------- | ------------------------------- | -------------------- |
| 2015 | Трет Конрад Хьюи (3) Фредерик Нильсен   | Юки Бхамбри Майкл Винус         | 7-6(4) 6-7(3) [10-5] |
| 2014 | Остин Крайчек Джон-Патрик Смит          | Маркус Даниэлл Артём Ситак      | 6-3 4-6 [10-8]       |
| 2013 | Йонатан Эрлих Энди Рам                  | Джеймс Серретани Адиль Шамасдин | 6-1 6-4              |
| 2012 | Максим Отом Рубен Бемельманс            | Джон Пирс Джон-Патрик Смит      | 6-4 6-2              |
| 2011 | Трет Конрад Хьюи (2) Трэвис Перротт (3) | Джордан Керр Дэвид Мартин       | 6-2 1-6 [16-14]      |
| 2010 | Трет Конрад Хьюи Доминик Инглот         | Райан Харрисон Джесси Левайн    | 6-4 7-5              |
| 2009 | Кевин Андерсон Рик де Вуст (2)          | Рамон Дельгадо Каес Ван'т Хоф   | 6-4 6-4              |
| 2008 | Эрик Буторак (2) Трэвис Перротт (2)     | Рик де Вуст Эшли Фишер          | 6-4 7-6(3)           |
| 2007 | Рик де Вуст Эшли Фишер (2)              | Алекс Кузнецов Дональд Янг      | 6-1 6-2              |
| 2006 | Эрик Буторак Трэвис Перротт             | Рик де Вуст Гленн Вайнер        | 4-6 6-3 [11-9]       |
| 2005 | Эшли Фишер Трипп Филлипс                | Хантли Монтгомери Раджив Рам    | 7-6(6) 1-6 6-3       |

| Год  | Чемпионки                           | Финалистки                         | Счёт              |
| ---- | ----------------------------------- | ---------------------------------- | ----------------- |
| 2015 | Йоханна Конта Мария Санчес (2)      | Ралука Олару Анна Татишвили        | 7-6(5) 6-4        |
| 2014 | Эйжа Мухаммад Мария Санчес          | Джейми Лёб Элли Уилл               | 6-3 1-6 [10-8]    |
| 2013 | Марина Заневская Шэрон Фичмен       | Жаклин Како Натали Плускота        | 6-2 6-2           |
| 2012 | Юлия Глушко Оливия Роговска         | Жаклин Како Натали Плускота        | 6-4 5-7 [10-7]    |
| 2011 | Каролина Плишкова Кристина Плишкова | Джейми Хэмптон Ноппаван Летчивакан | 5-7 6-2 [10-2]    |
| 2010 | Чжан Кайчжэнь Хейди Эль Табах       | Ирина Фалькони Аманда Финк         | 3-6 6-3 [10-4]    |
| 2009 | Аша Ролле Риза Заламеда             | Мэдисон Бренгл Лилия Остерло       | 6-4 6-3           |
| 2008 | Карли Галликсон Николь Криз (2)     | Кристина Фузано Дзюнри Намигата    | 6-7(4) 6-1 [10-5] |
| 2007 | Стефани Дюбуа Мари-Эв Пеллетье      | Соледад Эсперон Агустина Лепоре    | 6-4 6-4           |
| 2006 | Николь Криз Стори Твиди-Ейтс        | Дженнифер Магли Кортни Нагль       | 7-5 6-3           |
| 2005 | Сара Борвелл Сара Риск              | Лорен Барников Антония Матич       | 6-4 3-6 7-6(0)    |
| 2004 | Бетани Маттек Абигейл Спирс         | Анна-Лена Грёнефельд Элс Калленс   | 6-3 6-3           |
| 2003 | Аманда Огастас (2) Мелани Маруа     | Николь Севелл Андреа ван ден Хюрк  | 7-6(4) 6-4        |
| 2002 | Аманда Огастас Рената Колбович (2)  | Лорен Кальвария Габриэла Ластра    | 7-5 7-5           |
| 2001 | Эрика де Лоун Рената Колбович       | Петра Рампре Ванесса Вебб          | 2-6 6-4 6-4       |